# Alegoría del café y el banano
Alegoría del café y el banano es una pintura mural obra del pintor italiano Aleardo Villa, pintada en 1897 en el techo del Teatro Nacional de Costa Rica, en San José, Costa Rica. Es considerada una de las obras de arte más valiosas ubicadas en este teatro y probablemente la más famosa y emblemática de este recinto, y uno de los murales más famosos de todo el país. La pintura captura, en el contexto socio-histórico en la que se produjo, la esencia de la vida rural y la economía agrícola de la Costa Rica de finales del siglo xix e inicios del siglo xx, en la que los cultivos del café y el banano ejercieron influencia determinante en el despegue del Estado costarricense y su inserción en la economía mundial.  Ha sido considerada, en conjunto con el mismo teatro, como parte de la identidad nacional.
En 1968, la pintura fue reproducida en el reverso del billete de cinco colones costarricenses de la serie D, el cual ha sido considerado uno de los más hermosos del mundo. En 2014, la revista estadounidense USA Today catalogó al techo del Teatro Nacional como uno de los diez más bellos del mundo gracias a ésta y otras pinturas y adornos ubicados en dicho teatro.